# Marathon van Houston 1989
De marathon van Houston 1989 (ook wel Houston-Tenneco) vond plaats op zondag 15 januari 1989. Het was de zeventiende editie van deze marathon.
De marathon werd bij de mannen gewonnen door de Keniaan Richard Kaitany in 2:10.04. Hij had ruim anderhalve minuut voorsprong op zijn achtervolger Kenneth Stuart uit Engeland, die in 2:11.36 over de finish kwam. Bij de vrouwen zegevierde de Engelse Veronique Marot in 2:30.16. Zowel de eerste man als de eerste vrouw ontvingen $25.000 voor hun overwinning.
In totaal finishten er 3195 marathonlopers, waarvan 2657 mannen en 538 vrouwen.

## Uitslagen

### Mannen
| rang   | naam              | land | tijd    |
| ------ | ----------------- | ---- | ------- |
| Goud   | Richard Kaitany   | KEN  | 2:10.04 |
| Zilver | Kenneth Stuart    | ENG  | 2:11.36 |
| Brons  | Don Janicki       | USA  | 2:11.58 |
| 4      | Allan Zachariasen | DEN  | 2:14.23 |
| 5      | Geir Kvernmo      | NOR  | 2:14.48 |
| 6      | Sam Ngatia        | KEN  | 2:15.14 |
| 7      | Daniel Grimes     | USA  | 2:15.23 |
| 8      | Derek Froude      | NZL  | 2:15.52 |
| 9      | Fraser Clyne      | SCO  | 2:16.11 |
| 10     | Isaias Roman      | MEX  | 2:16.13 |
| 11     | Agapius Masong    | TAN  | 2:17.48 |
| 12     | Bjørn Nordheggen  | NOR  | 2:17.50 |
| 13     | Richard Umberg    | SUI  | 2:17.54 |
| 14     | Jose Luis Chuela  | MEX  | 2:18.19 |
| 15     | Roger Soler       | PER  | 2:19.00 |
| 16     | Martti Kiilholma  | FIN  | 2:19.14 |
| 17     | Todd Coffin       | USA  | 2:19.34 |
| 18     | Doug Kurtis       | USA  | 2:19.51 |
| 19     | Zackariah Barie   | TAN  | 2:20.24 |

### Vrouwen
| rang   | naam                 | land | tijd    |
| ------ | -------------------- | ---- | ------- |
| Goud   | Veronique Marot      | ENG  | 2:30.16 |
| Zilver | Kim Jones            | USA  | 2:32.31 |
| Brons  | Maria Trujillo       | USA  | 2:32.47 |
| 4      | Sissel Grottenberg   | NOR  | 2:34.47 |
| 5      | Ellen Rochefort      | CAN  | 2:35.37 |
| 6      | Kellie Archuletta    | USA  | 2:37.24 |
| 7      | Magda Ilands         | BEL  | 2:38.03 |
| 8      | Charlotte Thomas     | USA  | 2:38.11 |
| 9      | Gail Kingma          | USA  | 2:38.27 |
| 10     | Barbara Moore        | NZL  | 2:39.19 |
| 11     | Midde Hamrin         | SWE  | 2:41.05 |
| 12     | Cindy James          | USA  | 2:41.57 |
| 13     | Lorraine Masuoka     | USA  | 2:43.33 |
| 14     | Gloria Ramirez       | MEX  | 2:44.09 |
| 15     | Magdalini Poulimenou | GRE  | 2:47.36 |
| 16     | Susan Havens         | USA  | 2:49.24 |
| 17     | Cindy New            | CAN  | 2:49.41 |

1972 ·
1973 ·
1974  ·
1975 ·
1976 ·
1977 ·
1978 ·
1979 ·
1980 ·
1981 ·
1982 ·
1983 ·
1984 ·
1985 ·
1986 ·
1987 ·
1988 ·
1989 ·
1990 ·
1991 ·
1992 ·
1993 ·
1994 ·
1995 ·
1996 ·
1997 ·
1998 ·
1999 ·
2000 ·
2001 ·
2002 ·
2003 ·
2004 ·
2005 ·
2006 ·
2007 ·
2008 ·
2009 ·
2010 ·
2011 ·
2012 ·
2013 ·
2014 ·
2015 ·
2016 ·
2017